# Юрий Левин
Юрий Йосифович Левин (на руски: Ю́рий Ио́сифович Ле́вин, р. 14 юни 1935 г., Москва – п. 14 април 2010 г., Москва) е руски математик, логик, семиотик, философ, лингвист, литературовед, кандидат на физико-математическите науки; ярък представител на Московско-Тартуската семиотична школа.

## Биография
Юрий Левин е син на философа, доктор на юридическите науки Иосиф Давидович Левин (1901 – 1984), и племенник на филолога Виктор Давидович Левин. Завършва средно училище със златен медал през 1952 г., но не успява да вземе устния изпит в Московския държавен университет. Следва във физико-математическия факултет на Московския педагогически институт „В. И. Ленин“, където защитава и дисертация по диференциална геометрия и получава научната степен кандидат на физико-математическите науки. След това работи като преподавател по математика в педагогическите институти във Великие Луки и Орехово-Зуево, в Московския институт по електронно машиностроене, а от 1966 до 2009 г. е доцент в катедрата по приложна математика на Московския инженерно-строителен институт (МИСИ; днес Московския държавен строителен университет).
Първите му научни публикации са от 1959 г. Отначало в областта на математиката, а от 1963 г. към тях започват да се трупат и изследванията му в областта на хуманитаристиката, които в крайна сметка окончателно изместват математическите му изследвания. Общо публикува над 100 изследвания, голяма част от които в научни списания извън СССР.
Автор е на изследвания в областта на математическата лингвистика, семантиката, поетиката, паремиологията, анализа на фолклор, логическия аспект на философията. Публикува свои студии върху творчеството на Осип Манделщам, Борис Пастернак, Владимир Набоков, Александър Пушкин, Андрей Платонов, Хорхе Луис Борхес, Айрис Мърдок, Владислав Ходасевич, Георгий Иванов, Фьодор Тютчев, Фьодор Достоевски, Владимир Соловьов, Лев Шестов, Венедикт Ерофеев.
Умира на 14 април 2010 г. след тежка и продължителна болест.

### Книги
- Математика и языкознание. М., 1964.
- Комментарий к поэме „Москва – Петушки“ Вен. Ерофеева. Graz, 1996.
- Избранные труды. Поэтика. Семиотика. Москва: Языки русской культуры, 1998, 823 с.

### Статии
- „Структура русской метафоры“. – Ученные записки Тартусского государственного университета, 1965, в. 000. Труды по знаковым системам, вып. 2. Тарту, 1965. Преизд. в кн.: Левин Ю. И. Избранные труды. М., 1998, с.457 – 464.
- „Русская метафора: семантика, синтаксис, трансформация“. – Уч. зап. Тартус. гос. университета, 1969, в. 236. Труды по знаковым системам. Вып. 4. Тарту, 1969.
- „О некоторых чертах плана содержания в поэтических текстах. Материалы к изучению поэтики О. Мандельштама“. – International Journal of Slavic Linguistics and Poetics, 1969, vol. 12: 106 – 164.
- „Об одной группе союзов русского языка“. – Машинный перевод и прикладная лингвистика. Вып. 13. М., 1970.
- „Об описании системы терминов родства“. – Советская этнография, 1970, № 4, с. 18 – 30.
- „О частотном словаре языка поэта“. – Russian Literature, vol. 2, 1972.
- „О семантике местоимений“. – Проблемы грамматического моделирования. М., 1973.
- „Семантическая структура русской загадки“. – Труды по знаковым системам, 1973/VI: 166 – 190.
- „О формальном анализе систем терминов родства“. – Slavica Hierosolymitana, vol. 2.
- „Семантическая структура загадки“. – Паремиологический сборник. М., 1978, с. 283 – 314.
- „Заметки о поэзии О. Мандельштама 30-х годов. I“. – Slavica Hierosolymitana 3: 110 – 173.
- „Провербиальное пространство“. – В: Паремиологические исследования. Сборник статей. М., 1984.
- „Об особенностях повествовательной структуры и образного строя романа Владимира Набокова „Дар“. – Russian Literature, Amsterdam, 1981, №IX (2), с.191 – 229.
- „Заметки о „Машеньке“ В. Набокова“. – Russian Literature, Amsterdam, 1985, №XVIII (1), с.31 – 42.
- „О поэзии Вл. Ходасевича“. – Wiener Slawistischer Almanach, Bd. 17, 1986. Преизд. в кн.: Левин Ю. И. Избранные труды. М., 1998, с. 209 – 267.
- „Заметки о семиотике лозунгов“. – Wiener Slawistischer Almanach, 1988, Bd. 22, S. 69 – 85.
- „Лозунги как семиотическая система“. – В: Семиотика культуры. Тезисы докладов Всесоюзной школы-семинара по семиотике культуры. Архангельск, 1989, с.16 – 19.
- „Биспациальность как инвариант поэтического мира Набокова“. – Russian Literature, Amsterdam, 1990, №XXVIII (1), с.45 – 124. Преизд. в кн.: Левин Ю. И. Избранные труды. Поэтика. Семиотика. М.: Языки русской культуры, 1998, с. 323 – 392.
- „Семиотика советских лозунгов“. – В: Левин Ю. И. Избранные труды. Поэтика. Семиотика. М.: Языки русской культуры, 1998, с. 542 – 558.
- „О „Даре“. – В: Левин Ю. И. Избранные труды. Поэтика. Семиотика. М.: Языки русской культуры, 1998, с. 287 – 323.